# Delphine Boël
Prinsesse Delphine af Belgien, også kendt som Delphine Boël, (født 22. februar 1968 i Ukkel) er kunstner og uægte datter af Albert 2. af Belgien og baronesse Sybille de Selys Longchamps.
Den 1. oktober 2020 blev hun officielt anerkendt som prinsesse af Belgien. Ligeledes er hendes børn Josephiné og Oscar anerkendt som prinsesse og prins i Belgien.